# Vera Jolódnaia
Vera Jolódnaia (Poltava, 5 de agosto de 1893-Odesa, 16 de febrero de 1919) fue la primera estrella del cine mudo. Se cree que actuó en más de cincuenta películas, aunque solo se han conservado hasta la actualidad tres de ellas.

## Carrera artística
En 1908, asistió a la obra de teatro Francesca de Rímini protagonizada por Vera Komissarzhévskaya, y quedó tan impresionada que quiso dedicar su vida a actuar. Conoció a Vladímir Gardin, un director de cine ruso, que fue quien la introdujo en el mundo del cine, con un papel secundario en la película sobre Anna Karénina.
En 1915, el director de cine Yevgueni Bauer estaba buscando una actriz para su drama Pesn torzhestvúyuschei lyubví (en español: Cantar del amor triunfante), basada en la novela corta homónima de Iván Turguénev, y eligió a Jolódnaya impresionado por su belleza. En 1918, protagonizó la película Calla, tristeza, calla (en ruso, Molchí, grust, molchí) del director Piotr Chardynin.
Al principio, Vera imitaba la forma de actuar de Asta Nielsen, pero pronto desarrolló su propio estilo. Murió en 1919 durante la gran gripe o gripe española.